# 편광자
편광자(영어: polarizer)는 무편광 또는 임의 편광된 전자기파(예를 들면 빛)을 원하는 단일 편광상태(보통은 선편광상태)로 바꿔주는 광학 소자이다. 편광자는 많은 광학기술 및 기기 , 인스턴트 카메라에서 사용되며 사진에서 편광 필터나 LCD 기술 등에도 적용되어 있다.
일반적으로 편광자는 원하는 편광상태의 빛만을 투과시키고 다른 빛을 흡수하는 소자와, 서로 직교하는 두 개의 직선편광으로 분리하는 소자로 나뉜다.
편광자를 회전시켜 입사한 직선편광의 진동방향을 알 목적으로 사용하는 경우에는 이것을 검광자, 또는 분석자(analyzer)라고 한다.

## 같이 보기
- 편광
- 편광도